# Fijimoneta
Genre
Fijimoneta est un genre d'araignées aranéomorphes de la famille des Cheiracanthiidae.

## Distribution
Les espèces de ce genre se rencontrent en Océanie.

## Liste des espèces
Selon World Spider Catalog (version 25.5, 02/10/2024) :
- Fijimoneta longimana (L. Koch, 1873)
- Fijimoneta vitilevu Raven & Hebron, 2024

## Systématique et taxinomie
Ce genre a été décrit par Raven et Hebron en 2024 dans les Cheiracanthiidae.

## Publication originale
- Raven & Hebron, 2024 : « A review of the spider genus Calamoneta Deeleman-Reinhold, a new genus in the Western Pacific and the genus Eutittha Thorell (Araneomorphae: Cheiracanthiidae). » Memoirs of the Queensland Museum, Nature, vol. 65, p. 82-109.